# Anisodes melantroches
Anisodes melantroches là một loài bướm đêm trong họ Geometridae.